# 礼状

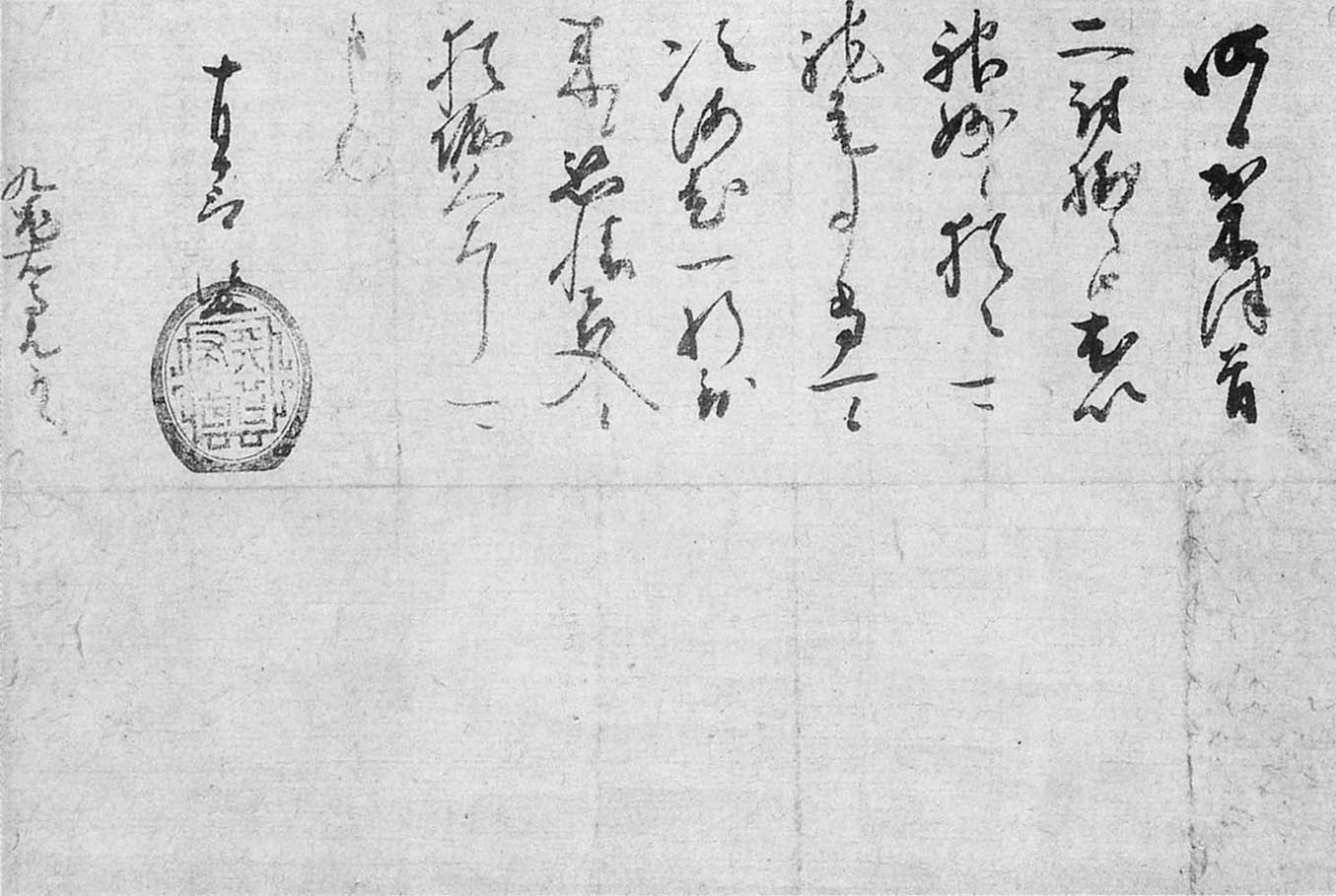
九鬼嘉隆あて織田信長礼状、天正6年（1578年）10月13日。大阪城天守閣蔵。

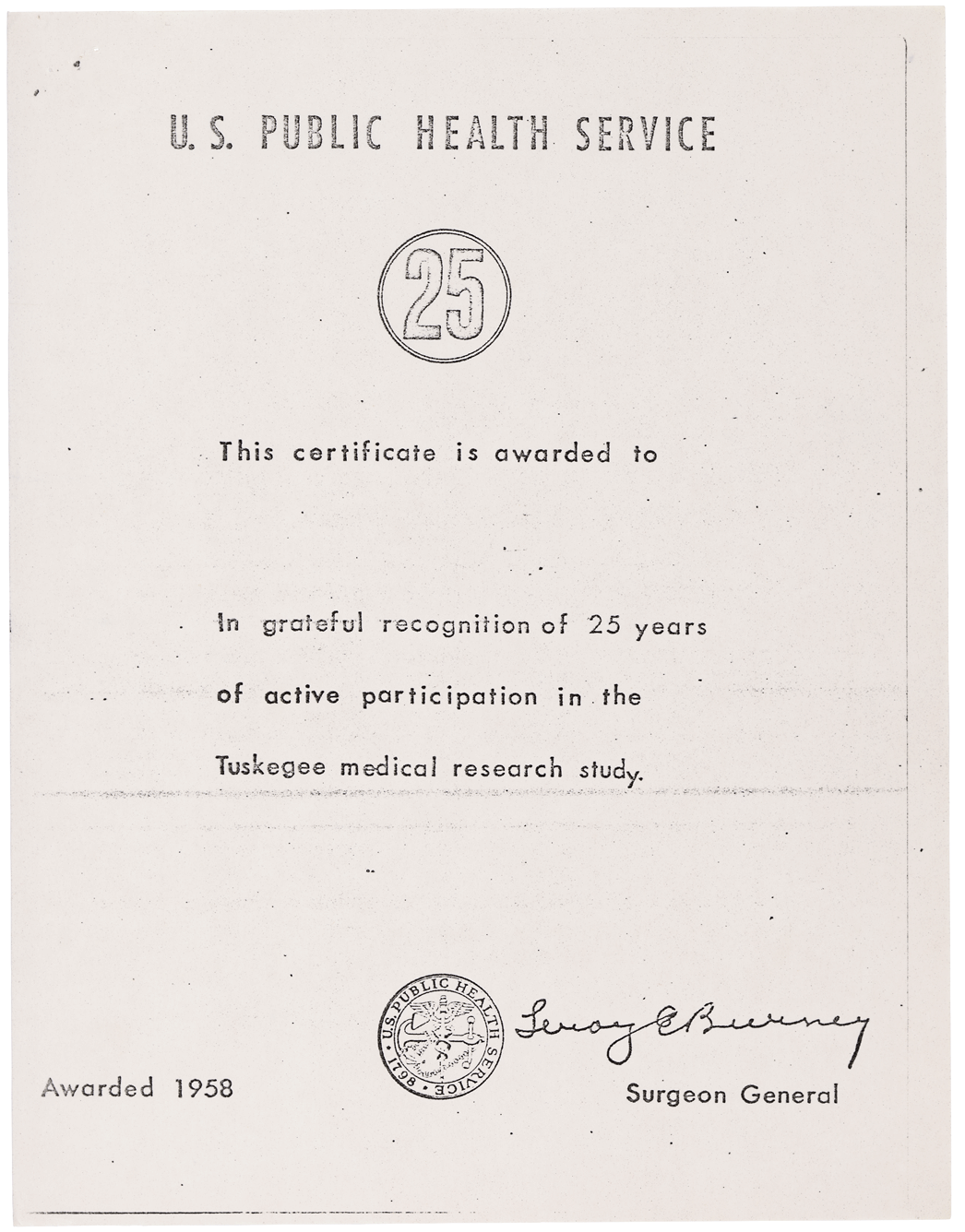
タスキギー梅毒実験被験者あてアメリカ公衆衛生局礼状、1958年。アメリカ国立公文書記録管理局蔵。

礼状（れいじょう）とは相手方に感謝の気持ちを表した手紙、儀礼のための書簡である。書簡の性質上、御礼状（おれいじょう、おんれいじょう）、お礼状と美化語の接頭辞をつけることが多い。

## 概要
礼状は人付き合いを円滑にする目的で、謝意を述べる際に出す手紙である。自分が相手方から祝儀・不祝儀・贈り物を受け取ったときや、就職内定を通知されたとき、忙しい中面会に時間をとらせたとき、自身が主催する冠婚葬祭に相手方が参列するときなど、礼状を出す場面は多岐に渡る。
電話での挨拶は略式とされ、葉書や封書に書かれた礼状で謝意を表すのがより敬意を表す。また、謝意を表したい事象が起きてから、なるべく早く礼状を送付する。これは、遅延した場合に受け手の印象が悪いと考えられるからである。

## 礼状の書き方（日本語）

### 縦書きか横書きか
従前、日本語は縦書きで書かれたため、礼状も縦書きが望ましいとする考え方がある。実際、葬儀の参列へのお礼である会葬礼状では、もっぱら縦書きが用いられる。
現代の日本語の手紙、とりわけビジネス文書は、横書きを多用する。ワードプロセッサで書かれた文書はほとんど横書きであり、現代ではどちらでもかまわない。

### 礼状の体裁
親しい相手でなければ無地の白が望ましい。
文章の構成は、謝意を表すことが目的のため、省略や略式の作法を用いない。礼状の文面構成は文頭から、頭語、時候の挨拶、健康状態の安否、本文、何らかの付き合いや支援を依頼する言葉、結びの挨拶、結語と続ける。また差出日付、差出人の名前、相手方の名前は、前述の頭語から結語までの文面の前に置く場合と後ろに置く場合の両方がある。
また特に縦書きの場合、相手方の名前よりも差出人の名前を上に書き記さないなど、古来の書札礼から続く作法がある。ただし、現代では近世以前ほど厳密に適用しない。